# Полупараметрическая модель
В статистике полупараметрическая модель — статистическая модель, содержащая параметрические и непараметрические составляющие.
Статистическая модель — это  параметрическое семейство распределений: {\displaystyle \{P_{\theta }:\theta \in \Theta \}}, с параметром {\displaystyle \theta } в индексе.
- Параметрическая модель[англ.] — это модель, где параметр {\displaystyle \theta } является {\displaystyle k}-мерным вектором в {\displaystyle k}-мерном Евклидовом пространстве[1]. Таким образом, {\displaystyle \theta } конечномерный вектор и {\displaystyle \Theta \subseteq \mathbb {R} ^{k}}.
- В случае непараметрической модели множество возможных значений параметра {\displaystyle \theta } является подмножеством некоторого пространства {\displaystyle V}, которое необязательно конечномерное. Например, множество всех распределений со средним {\displaystyle 0}. Такие пространства являются топологическими векторными пространствами, но не обязательно конечномерны как векторные пространства. Таким образом, {\displaystyle \Theta \subseteq V} для некоторого возможно бесконечномерного пространства {\displaystyle V}.
- В случае полупараметрической модели, параметр имеет и конечномерную, и бесконечномерную составляющую (зачастую вещественнозначная функция, определённая на вещественной оси). Соответственно, {\displaystyle \Theta \subseteq \mathbb {R} ^{k}\times V}, где {\displaystyle V} — бесконечномерное пространство.

Хоть полупараметрические модели имеют бесконечномерную составляющую, множество полупараметрических моделей не включает в себя множество непараметрических моделей. Множество полупараметрических моделей считается "меньшим", чем множество непараметрических моделей, поскольку зачастую интерес представляет только конечномерная компонента {\displaystyle \theta }. Бесконечномерная компонента рассматривается как мешающий параметр. В непараметрических моделях основной интерес представляет бесконечномерный параметр, поэтому задача оценки в непараметрических моделях статистически сложнее (обладает большей статистической сложностью).
Такие модели часто используют сглаживание или ядра.

## Пример
Модель пропорциональных рисков Кокса — известный пример полупараметрической модели. Если нас интересует время {\displaystyle T} до такого события, как смерть от рака или отказ лампыы, модель Кокса предлагает следующую функцию распределения {\displaystyle T}:
{\displaystyle F(t)=1-\exp \left(-\int _{0}^{t}\lambda _{0}(u)e^{\beta x}du\right)},
где {\displaystyle x} — вектор ковариат (независимых переменных), а {\displaystyle \beta } и {\displaystyle \lambda _{0}(u)} — неизвестные параметры. {\displaystyle \theta =(\beta ,\lambda _{0}(u))}. Обычно интерес представляет конечномерная {\displaystyle \beta }, а {\displaystyle \lambda _{0}(u)} — неизвестная неотрицательная функция времени (базовая функция риска), часто является мешающим параметром. Множество возможных вариантов {\displaystyle \lambda _{0}(u)} бесконечномерное.